# Карцадон
Карцадон (осет. Карцадон) — река в России, протекает в Алагирском районе республики Северная Осетия-Алания. Длина реки составляет 16 км, площадь водосборного бассейна 60 км².
Начинается на северном склоне горы Каривхох. Течёт в общем северо-восточном направлении через буково-грабовый лес у подножия хребта Бахты-Лапарыраг. Устье реки находится в 38 км по левому берегу реки Фиагдон не территории села Гусыра. Также на реке стоит населённый пункт Карца.
Основной приток — река Файнагдон — впадает слева.

## Данные водного реестра
По данным государственного водного реестра России относится к Западно-Каспийскому бассейновому округу, водохозяйственный участок реки — Ардон. Речной бассейн реки — реки бассейна Каспийского моря междуречья Терека и Волги.
Код объекта в государственном водном реестре — 07020000112108200003405.